# 延岡市立島野浦中学校
延岡市立島野浦中学校（のべおかしりつ しまのうらちゅうがっこう）は、宮崎県延岡市島浦町にあった公立中学校。2022年4月1日の義務教育学校「延岡市立島野浦学園」の開校とともに廃校となった。

## 沿革
- 1947年5月8日 - 南浦村立島野浦中学校として島野浦小学校に併設する形で開校。
- 1949年3月31日 - 島野浦小学校から独立。
- 1949年9月5日 - 校舎落成。
- 1955年4月1日 - 延岡市への編入に伴い延岡市立島野浦中学校に改称。
- 1957年6月15日 - 校歌制定。
- 1958年12月11日 - 新校舎６教室落成。
- 1958年12月23日 - 宇治地区の現在地に移転。
- 1961年10月20日 - 新校舎４教室落成。
- 1965年10月9日 - 島の中心部とを結ぶトンネルが開通。
- 1966年9月30日 - 校門・校壁完成。
- 1968年5月17日 - 技術・音楽教室落成。
- 1969年3月15日 - 校旗制定。
- 1973年1月6日 - 体育館完成。
- 1974年11月30日 - 校舎外壁及び美術室整備完成。
- 1980年1月15日 - 国旗・市旗・校章旗掲揚台設置。
- 1992年6月6日 - プール竣工。
- 1996年11月26日 - 創立50周年記念式典・記念石碑除幕。
- 2002年8月21-23日 - 新校舎移転。
- 2003年1月19日 - 新校舎等竣工記念式典実施。
- 2022年2月19日 - 閉校式実施。
- 2022年3月 - 校舎改修及び特別教室等、給食調理場完成。(義務教育学校「延岡市立島野浦学園」開校にむけて）
- 2022年3月31日 - 閉校。
- 2022年4月から延岡市立島野浦小学校と義務教育学校（延岡市立島野浦学園）として統合予定。校舎は島野浦中学校の校舎を使用。

## 概要
- 生徒数 7名
- 学級数 3
- 職員数 11名(内非常勤2名)

（閉校当時：令和4年3月31日時点）
- へき地2級校の認定を受けていた。

## 学区
- 延岡市島浦町（島浦島全域）

## 交通
- 島へのアクセス
  - 宮崎交通バス 延岡駅 - 「浦城港」30分
  - 日豊汽船
    - 高速艇　浦城港－島浦港（中央港） 10分
      - 中央港から徒歩8分

    - カーフェリー　浦城港－島浦港（宇治港） 20分
      - 宇治港から徒歩5分

## 部活動
- 卓球部

## 生徒会活動
毎年11月に役員が変更されていた。
- 生徒会執行部
- 保体生活委員会
- 学習文化委員会